# Сильвин Веронский
Сильвин — святой епископ Веронский. День памяти — 12 сентября. 
Святой Сильвин, имя которого на латыни означает житель леса или дикарь, был восемнадцатым епископом Вероны, после святого Феликса. Его имя прописано в Velo di Classe, документе середины VIII века, содержащем имена Веронских владык. Об особенностях служения святого Сильвина ничего не известно.
Святой Сильвин был похоронен в церкви Святого Стефана (Pieve di S. Stefano, Malcesine), где, однако, согласно надписи XI века, он именуется Сальвином (Salvinus).